# Daniel Kipchirchir Komen

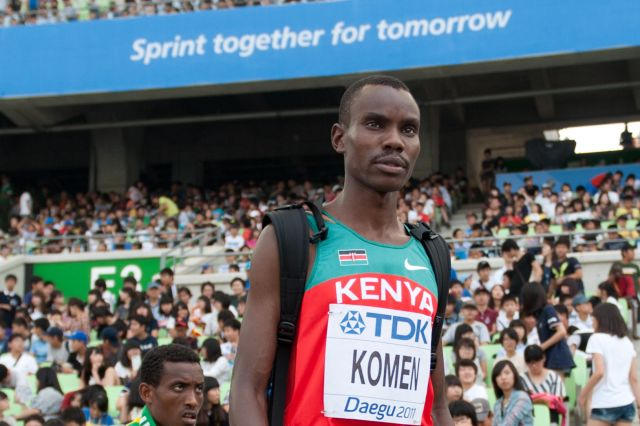
Daniel Kipchirchir Komen (2011)

Daniel Kipchirchir Komen (* 27. November 1984 in Chemorgong, Koibatek District) ist ein kenianischer Mittel- und Langstreckenläufer, der auf der 1500-Meter-Distanz zur Weltspitze zählt.
Der afrikanische Vizejuniorenmeister im 5000-Meter-Lauf von 2003 trat 2004 zum ersten Mal in Europa in Erscheinung, wo er die 1500 Meter in 3:34,66 min und die 5000 Meter in 13:16,26 min lief.
Mit Zeiten von 3:30,01 min über 1500 m, 3:48,49 min im Meilenlauf und 7:31,98 min über 3000 m galt er als einer der Favoriten bei den Leichtathletik-Weltmeisterschaften 2005 in Helsinki, wo er jedoch im Vorlauf scheiterte. Im weiteren Verlauf der Saison jedoch siegte er bei drei IAAF-Golden-League-Meetings, darunter dem ISTAF in Berlin, wo er mit 3:29,72 min zum ersten Mal unter dreieinhalb Minuten blieb.
2006 errang er Silber bei den Hallenweltmeisterschaften in Moskau und lief mit 3:29,02 die Weltjahresbestzeit.
Bei den Weltmeisterschaften 2007 in Osaka scheiterte er im Halbfinale, meldete sich aber bei den Hallenweltmeisterschaften 2008 in Valencia zurück, bei denen er abermals die Silbermedaille gewann.

## Persönliche Bestzeiten
- 800 m: 1:47,4 min, 7. Januar 2006, Nairobi
- 1500 m: 3:29,02 min, 14. Juli 2006, Rom
- 1 Meile: 3:48,28 min, 10. Juni 2007, Eugene
- 3000 m: 7:31,98 min, 29. Mai 2005, Hengelo
- 5000 m: 13:16,26 min, 8. September 2004, Rovereto